# Chimera
Chimera este cel de-al treilea album de studio al formației Mayhem. E ultimul album cu Maniac ca solist vocal.
Albumul marchează întoarcerea la stilul brutal și necizelat cu care Mayhem își obișnuise fanii, dar producția este îmbunătățită considerabil. Înregistrarea s-a făcut cu ajutorul unui studio portabil într-o regiune muntoasă, iar acest lucru e reflectat în atmosfera nostalgică și sumbră creată de structura melodică a pieselor.
Pe coperta albumului e o captură de ecran din filmul mut Häxan.

## Lista pieselor
1. "Whore" - 02:58
2. "Dark Night Of The Soul" - 06:08
3. "Rape Humanity With Pride" - 05:41
4. "My Death" - 05:55
5. "You Must Fall" - 04:13
6. "Slaughter Of Dreams" - 07:00
7. "Impious Devious Leper Lord" - 05:39
8. "Chimera" - 07:01

## Personal
- Maniac - vocal
- Blasphemer - chitară
- Necrobutcher - chitară bas
- Hellhammer - baterie

## Clasament
| Țara     | Poziția |
| -------- | ------- |
| Norvegia | 28      |